# Прогресс (телепередача)
«Прогре́сс» — телевизионная программа в жанре тележурнала о науке, выходившая с 9 сентября 2007 по 21 августа 2010 года на Пятом канале.
До февраля 2013 года выпуски оставались доступны для просмотра в Интернете на сайте Пятого канала.

## История
Осенью 2007 года создаётся программа «Прогресс с Павлом Лобковым» (недоступная ссылка) (он — её автор, и до июня 2008 года — ведущий).
После ухода Павла Лобкова на НТВ в июне 2008, ведущим программы становится один из её корреспондентов, Игорь Макаров.
В середине марта 2009 года изменяется хронометраж программы (26 минут вместо 44), исчезают две постоянные рубрики («студийное интервью» и «студийный эксперимент»), изменяется время выхода программы (суббота 12:30 вместо воскресенья 17:30)
В начале ноября 2009 года производство телепередачи было приостановлено. 7 ноября 2009 выходит в эфир последний до перерыва выпуск программы. С 9 ноября вся команда уволена.
В январе 2010 работа над «Прогрессом» возобновлена. С 23 января снова выходят оригинальные выпуски.
Осенью того же года работа над проектом была в очередной раз остановлена.